# Ландо (кузов)

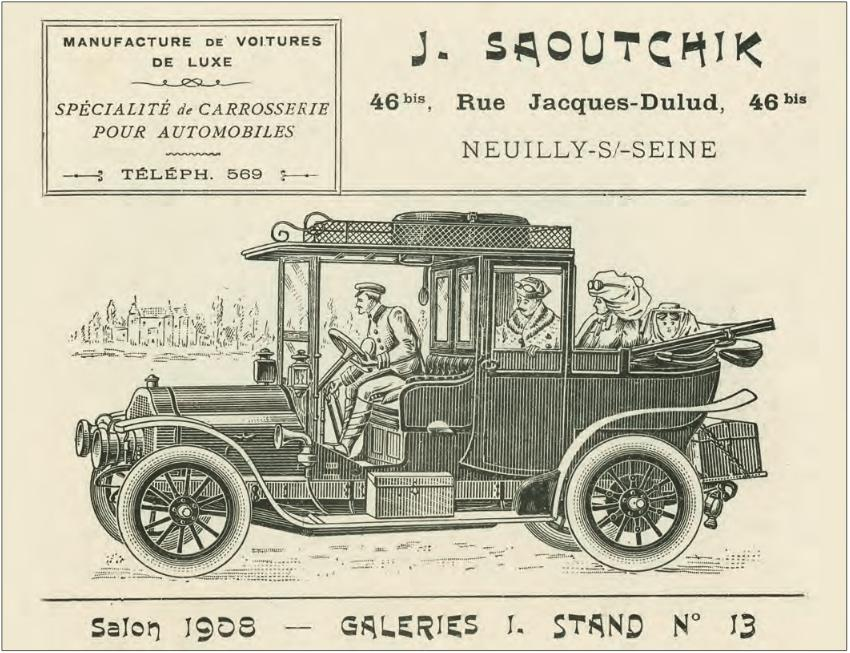
Ландо в рекламной брошюре кузовного ателье Saoutchik 1908 года

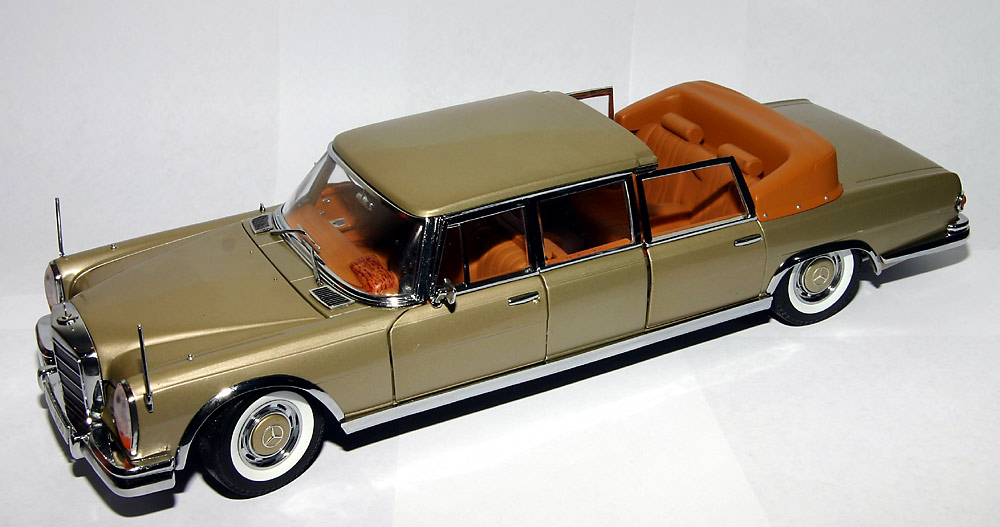
Модель Mercedes-ландо

Ландо́ (от фр. Landau) — тип кузова легковых автомобилей с открывающимся над задними сиденьями верхом или с имитацией открывающегося верха в отделке крыши автомобиля.
Французское название происходит от немецкого города Ландау, в XVIII веке славившегося каретным производством и, в том числе, производством экипажей с открывающимся верхом. Позднее название перешло к автомобилям.